# دائرة السطارة
دائرة السطارة إحدى دوائر ولاية جيجل الجزائرية . عاصمتها هي بلدية السطارة وتضم بلديات : 
- السطارة
- غبالة